# NGC 5301
NGC 5301 је спирална галаксија у сазвежђу Ловачки пси која се налази на NGC листи објеката дубоког неба.
Деклинација објекта је + 46° 6' 27" а ректасцензија 13h 46m 24,2s. Привидна величина (магнитуда) објекта NGC 5301 износи 12,3 а фотографска магнитуда 13,0. Налази се на удаљености од 27,7000 милиона парсека од Сунца. NGC 5301 је још познат и под ознакама UGC 8711, MCG 8-25-41, CGCG 246-23, IRAS 13443+4621, PGC 48816.